# Cloé Lacasse
Cloé Zoé Eyja Lacasse (Gran Sudbury, 7 de julio de 1993) es una futbolista canadiense. Juega como delantera en el Utah Royals Football Club de la NWSL de Estados Unidos y en la selección de Canadá.

## Biografía
Lacasse comenzó a patear el balón a los 5 años en el Sudbury Canadians antes de pasar al Brampton Brams United en 2010. Con su equipo de la escuela secundaria ganó el campeonato OFSAA (Ontario Federation of School Athletic Associations) provincial dos veces. En su juventud, formó parte de la selección nacional de taekwondo, del que es cinturón negro, antes de decidir abocarse únicamente al fútbol a los 12 años.

## Trayectoria

### Futbol universitario
Lacasse comenzó a asistir a la Universidad de Iowa, donde jugó para el Iowa Hawkeyes con una beca. En su temporada debut de 2011 fue máxima goleadora de su equipo con 12 tantos, sin perderse ninguno de los 20 partidos. Fue nombrada Jugadora Ofensiva Más Valiosa del equipo e incluida en el Mejor Once de Novatas de la Big Ten. En 2012 fue coganadora del premio a la Jugadora Más Valiosa de Iowa y nombrada Jugadora Ofensiva del Año del equipo nuevamente. Ya en su último año como universitaria y tras ser incluida en varios equipos estelares, fue nombrada Jugadora Ofensiva Más Valiosa de Iowa por cuarta temporada consecutiva. Lacasse fue la máxima anotadora de su universidad durante las 4 temporadas que disputó. Terminó su carrera universitaria igualando el récord histórico del equipo con 112 puntos (43 goles y 26 asistencias) y ubicándose como segunda máxima goleadora histórica con 43 goles.

### IBV
Tras su paso por el Toronto Lady Lynx de la USL W-League en 2012, comenzó a recibir ofertas de equipos estadounidenses y europeos. Sin embargo, la canadiense decidió viajar a Islandia para unirse al ÍBV de la Úrvalsdeild en 2015. En 2016 ganó la Copa de la Liga y en 2017 levantó la Copa de Islandia. En 2018, el equipo fue subcampeón de la Supercopa de Islandia con Lacasse siendo nombrada Jugadora del Año del IBV y mejor jugadora de la liga por el periódico Morgunblaðið.

### Benfica
Tras ser vista por un agente portugués mientras jugaba en Islandia, Lacasse firmó un contrato de dos años en julio de 2019 con el club portugués Benfica del Campeonato Nacional Femenino. El 17 de noviembre de 2021, se convirtió en la primera jugadora en marcar un gol para un club portugués en la fase de grupos de la Liga de Campeones tras abrir el marcador a los 3 minutos en la victoria por 2-1 sobre el BK Häcken FF en la edición 2021-22 del certamen. Extendido su contrato con las Águilas hasta 2024, la canadiense se consagró bicampeona del Campeonato Nacional Femenino (2020-21 y 2021-22), de la Copa de la Liga (2020 y 2021) y dos veces ganadora de la Supercopa de Portugal (2019 y 2022).

## Selección nacional
En agosto de 2012, asistió por primera vez a un campo de entrenamiento con la sub-20 de Canadá, pero no llegó a formar parte de la lista final del equipo para sus próximos partidos.
Tras conseguir la ciudadanía islandesa en junio de 2019, el entrenador de la selección de Islandia afirmó que sería considerada para las próximas convocatorias. Lacasse solicitó a la FIFA y la UEFA ser elegible para representar a Islandia a nivel internacional, sin embargo su pedido fue denegado en julio de 2020, al no cumplir con los requisitos de residencia que la FIFA impone para ser elegible para representar a una nueva selección.
En abril de 2021, fue convocada a la selección de Canadá de cara a los amistosos contra Inglaterra y Gales, pero no pisó el césped en ninguno de los partidos. Finalmente debutó con la selección mayor canadiense el 27 de noviembre de 2021 en un amistoso contra México. Su primer gol internacional llegó el 6 de octubre de 2022 en la victoria amistosa por 2-0 sobre Argentina.

## Estadísticas

### Clubes
| Club              | País       | Año             |
| ----------------- | ---------- | --------------- |
| Toronto Lady Lynx | Canadá     | 2012            |
| ÍBV               | Islandia   | 2015 - 2019     |
| Benfica           | Portugal   | 2019 - 2023     |
| Arsenal           | Inglaterra | 2023 - presente |

## Palmarés

### Títulos nacionales
| Título                | Club    | País     | Año     |
| --------------------- | ------- | -------- | ------- |
| Copa de la Liga       | ÍBV     | Islandia | 2016    |
| Copa de Islandia      | ÍBV     | Islandia | 2017    |
| Supercopa de Portugal | Benfica | Portugal | 2019    |
| Copa de la Liga       | Benfica | Portugal | 2019-20 |
| Campeonato Nacional   | Benfica | Portugal | 2020-21 |
| Copa de la Liga       | Benfica | Portugal | 2020-21 |
| Campeonato Nacional   | Benfica | Portugal | 2021-22 |
| Supercopa de Portugal | Benfica | Portugal | 2022    |